# Dvbbs
Dvbbs (Eigenschreibweise DVBBS, ursprüngliche Schreibweise Dubbs) sind ein kanadisches Elektronik-Duo, das aus den Brüdern Christopher (* 1990) und Alexandre van den Hoef (* 1991) besteht. Ihren internationalen Durchbruch feierten sie im Jahre 2013 mit ihrer Single Tsunami. Aktiv waren sie zum Zeitpunkt des Durchbruchs überwiegend in den Genres Electro-, Dub- und Progressive-House. Seit 2015 entwickeln sie ihren Stil in den Bereichen Future-Bass und Trap weiter.

## Geschichte

### Bis 2012: Jugend und musikalische Anfänge
Die beiden Brüder aus Orangeville in der Provinz Ontario machen seit ihrer Jugend gemeinsam Musik. Sie begannen mit Punk und Reggae, bevor sie sich der elektronischen Musik zuwandten. Bereits als Teenager arbeiteten sie mit bekannten Produzenten und nahmen ein Album und Demos auf, die es bis ins Radio schafften. Zusammen mit dem erfahrenen DJ und Produzenten Martin Sinotte alias Beat Chemist aus Ottawa traten sie ab 2009 unter dem Namen Dubbs, mit Alex van den Hoef als Sänger und seinem Bruder Chris als Schlagzeuger, auf und waren Tour- und Showbegleitung von Künstlern wie Steve Aoki und LMFAO. 2010 gewannen sie einen Musikwettbewerb des Senders MuchMusic und veröffentlichten die EP Generation Party.
Nach der Trennung von Sinotte machten die Brüder ab 2012 als Duo weiter und nahmen unter dem Namen Dvbbs die EP Initio auf und veröffentlichten daraus die Single Drvgs. Auftritte mit Deadmau5 und Calvin Harris folgten. Bei den kanadischen Urban Music Awards wurden sie mit dem Newcomer-Preis ausgezeichnet. Neben der Single Drvgs war auf der EP ebenfalls das von Alex gesungene Lied Come Alive zu finden, welches Grundlage für zwei weitere Erfolge des Duos war. Zum einen mixten sie den Track in Zusammenarbeit mit dem russischen DJ-Trio Swanky Tunes im Progressive-House-Stil ab und veröffentlichten diesen Remix unter dem Titel We Know. Eine weitere Version mit dem Titel Woozy Anthem erschien in Zusammenarbeit mit dem DJ und Produzenten Eitro im April 2013. Hierbei wurde dem Song ein Instrumental im Electro-Stil sowie zwei Rap-Parts von Alex hinzugefügt.

### 2013 bis Frühjahr 2014: Durchbruch mitTsunami
Ihren internationalen Durchbruch hatten Dvbbs mit dem Titel Tsunami, den sie zusammen mit dem US-amerikanischen DJ John Borger alias Borgeous unter Beteiligung von Niles Hollowell-Dhar aufnahmen. Das Lied wurde ein Festivalhit im Sommer 2013 und erschien beim Label des Niederländers Sander van Doorn. Nachdem Tsunami bereits kurz nach der Veröffentlichung in den Top-20 der niederländischen Single-Charts einstieg, erreichte der Song in der dritten Chart-Woche, Anfang Oktober 2013 Platz eins der Nederlandse Top 40 und wenig später auch Platz eins in Belgien und Polen. Der Track bildete parallel mit Martin Garrix’ Animals die Grundlage zahlreicher weiterer Big-Room-Erfolge in Europa.
In Zusammenarbeit mit dem britischen Rapper Tinie Tempah nahmen sie eine Vocal-Version ihres Tracks Tsunami auf. Der Remix erschien am 9. März 2014. Bereits eine Woche nach der Veröffentlichung stand der Titel auf Platz eins der britischen Single-Charts. Der Remix wurde neben dem kommerziellen auch ein Erfolg im britischen Airplay. Des Weiteren wurde das Stück mit einer Goldenen Schallplatte in Großbritannien ausgezeichnet. Für das US-Release des Songs holten sie sich den US-amerikanischen Rapper Tyga ins Studio. Ein Single-Veröffentlichungstermin wurde noch nicht bekannt gegeben, jedoch soll es auf Tygas vierten Studioalbum The Gold Album: 18th Dynasty vorhanden sein. Im Internet ist die Vocal-Version bereits vorhanden. Nach ihrem Erfolg mit Tsunami begannen sie an einer Produktion mit dem belgischen DJ-Duo Dimitri Vegas & Like Mike sowie ein weiteres Mal mit Borgeous. Daraus entstand der Song Stampede, den sie im Dezember 2013 über Spinnin’ und Kontor Records veröffentlichten. Das Lied basiert auf ähnlichen Synth wie Tsunami, wurde dennoch ein weiterer Erfolg und erreichte die obere Hälfte der belgischen und französischen Single-Charts.
Im Frühjahr 2014 erschien der Track Raveology in Zusammenarbeit mit dem italienischen Duo Vinai, mit dem sie ein weiteres Mal bis auf Platz eins der Beatport Top-100 vorrücken konnten. Parallel traten sie im März 2014 beim Ultra Music Festival auf. Nur kurze Zeit später veröffentlichten sie Immortal gemeinsam mit dem niederländischen DJ Tony Junior und This Is Dirty mit MOTi. Allesamt sind die Lieder überwiegend instrumental und enthalten lediglich im Break einige Vocals wie beispielsweise Immortal die Textzeile „Everlasting, we live forever“, die vom Dvbbs-Mitglied Alex gesungen wird. Im Mai 2014 fand die Verleihung der World Music Awards statt. Dabei waren die Brüder in den Kategorien „World’s Best Song 2014“ und „World’s Best Video 2014“ nominiert. Ebenfalls erhielten sie eine Nominierung in der Kategorie „Dance Recording of the Year 2014“ des Juno Award.

### Sommer 2014: Kollaborationen und EDM-Festivals

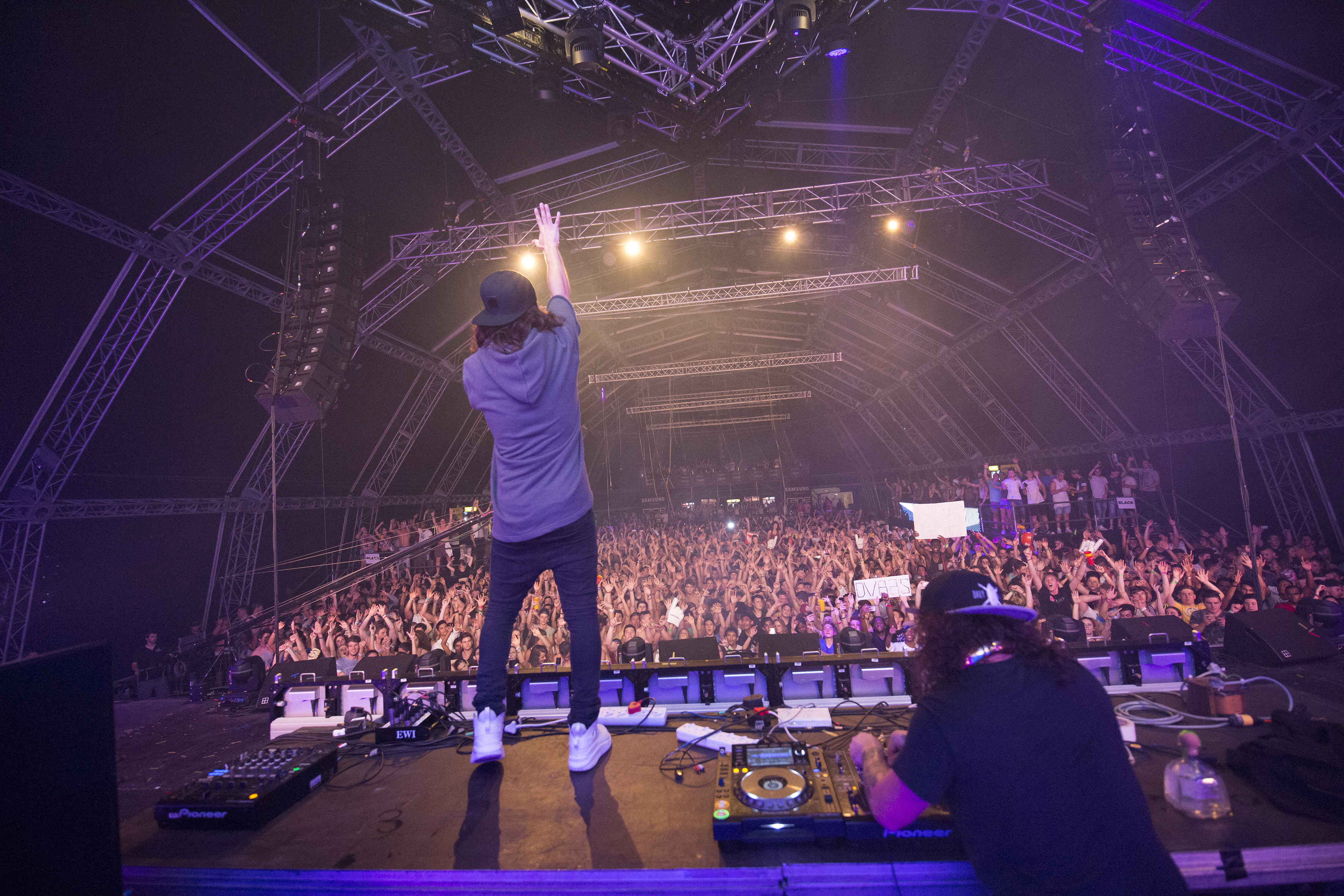
DVBBS beim Rage Festival 2015

Nachdem der niederländische DJ Martin Garrix offiziell bekannt gab, sich von seinem Big-Room-Stil zu trennen begann er an Studioarbeiten zusammen mit Dvbbs und Sander van Doorn. Aus der Kollaboration entstand der Progressive-House-Track Gold Skies, der von Sängerin Aleesia und NeverAgain gesungen wird. Das Lied erreichte mehrere Chartplatzierungen, unter anderem in Frankreich, Belgien, Niederlande und Großbritannien. Ein Remix des niederländischen DJs Tiësto im Electro-House Stil brachte weiteren Erfolg ein und wurde auf YouTube und Spotify mehrere Millionen Mal aufgerufen. Mit We Were Young veröffentlichten Dvbbs im Spätsommer 2014 einen weiteren Vocal-Track und gleichzeitig, nach zwei Jahren erstmals wieder eine Solo-Single. Im Juli 2014 traten Dvbbs erstmals beim Tomorrowland in Belgien auf.
Am 19. September 2014 erschien das Lied Déjà Vu über das Plattenlabel „Spinnin’ Records“. Das Lied wurde gemeinsam mit dem niederländischen DJ und Produzenten Joey Dale, der durch Zusammenarbeit mit Hardwell bekannt ist, aufgenommen. Der Song enthält Merkmale der Genres Progressive- und Electro-House und erhielt insbesondere für die Vocals der US-amerikanischen Sängerinnen Devyn und Katy, besser bekannt als Delora, positive Kritik. Nachdem das Duo am 27. September 2014 live auf dem US-amerikanischen Festival TomorrowWorld 2014 spielten, nahmen Dvbbs gemeinsam mit Delora eine Acoustic-Version von Gold Skies auf, die am 27. Oktober 2014 veröffentlicht wurde. Garrix und van Doorn wurden hierbei nicht erwähnt.
In Zusammenarbeit mit dem russischen DJ-Trio Dropgun und dem Rapper Sanjin erschien am 24. November 2014 das Lied Pyramids. Erstmals vorgestellt wurde dies am 18. Oktober 2014 im Podcast „Hardwell On Air“. Der Drop des Liedes wurde jedoch mit dem Track Amsterdam von Dropgun allein verglichen. Dennoch erhielt der Track überwiegend positive Kritik. In das Jahr 2015 starteten Dvbbs mit einem Preview zu ihrer Single Voodoo, die sie gemeinsam mit dem niederländischen DJ Jay Hardway, der durch den Song Wizard mit Martin Garrix bekannt wurde, produzierten. Veröffentlicht wurde der Track am 2. März 2015, jedoch wurde die Vollversion bereits Anfang Februar 2015 im „Hardwell On Air“-Podcast sowie in selbst erstellten Musikvideos gespielt. Das Lied wurde zu einem Erfolg. Es rückte bis an die Spitze der Beatport Top-100 und gewann auch auf anderen Internetplattformen schnell an Popularität.

### 2015: Genrevariation und Ghostproduktion
Am 29. Mai 2015 postete der britische DJ und Produzent Mat Zo auf Twitter eine Liste, auf der eine Auswahl an Ghostproducern sowie die Musikern, für die sie Co-produzieren, genannt werden. Mitunter waren auch Dvbbs, welche im Zusammenhang mit Niles Hollowell-Dhar alias KSHMR sowie Maarten Vorwerk genannt werden. Bereits im Vorfeld wurde Vorwerks Mitarbeit an Dvbbs Liedern vermutet. Im Internet tauchte sogar ein von Dvbbs unterzeichneter Vertrag für die Zusammenarbeit mit Vorwerk auf, dieser entpuppte sich als eine Fälschung.

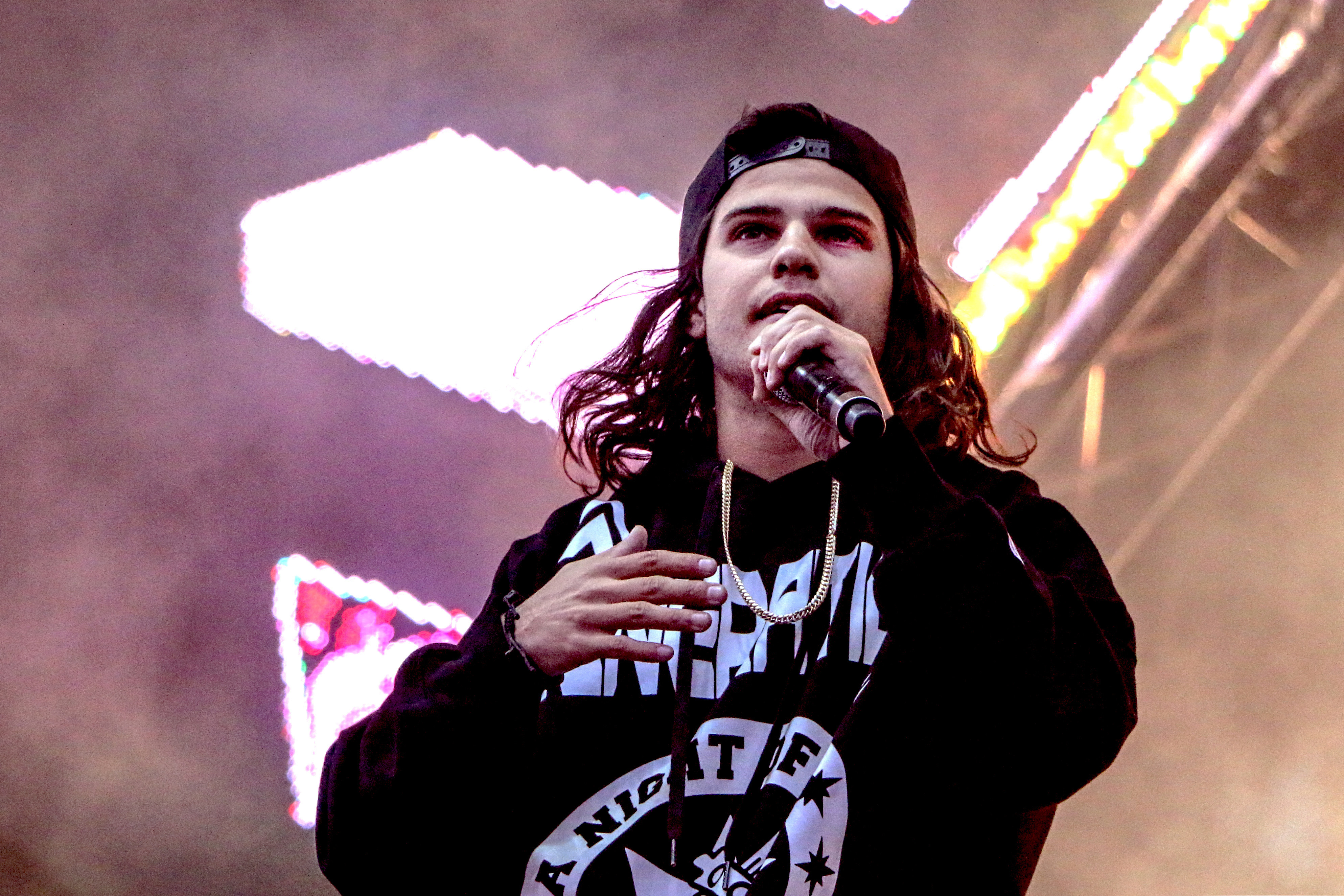
Alex Andre live beim VELD 2016

Während sich im Frühjahr 2015 ihre Produktion White Clouds, welche bereits Wochen vor der Bekanntgabe der Interpreten in zahlreichen Podcasts verwendet wurde, durch das Internet wanderte, veröffentlichte das Duo im April 2015 den Free-Track Always. Das Lied unterscheidet sich stark von ihren Anderen Songs und weist klare Spuren von Tropical-, Deep- und Future-House auf, wofür sie viel Kritik einstecken mussten. White Clouds hingegen wurde gelobt. Sowohl Alex’ Vocals, als auch die Instrumentalspur erhielt positive Rückmeldungen. Der Track soll eine Fortsetzung zu ihrem 2014 erschienenen Lied Gold Skies darstellen. Jedoch wurde ihre Arbeit an diesem Track ein weiteres Mal stark infrage gestellt. Grund dafür ist die immer mehr ansteigende Anzahl an Gerüchte über Ghostproduktion.
Im Sommer 2015 war nach mehreren Ankündigungen auf Facebook und Twitter, in der 223. Folge von Hardwells Podcast Hardwell On Air erstmals ihr Track Raveheart zu hören. Dieser weist eine Mischung aus Progressive- und Electro-House auf. Des Weiteren sind einige Ähnlichkeiten zu ihrer Vinai-Collab Raveology zu hören. Der Track erhielt auf der einen Seite stark positives Feedback, da er starken Wiedererkennungswert aufweist, jedoch auch negative Kritik, da er zu speziell und inspirationslos produziert worden sei. Vor Release erschien jedoch ein Free-Track. Hinter diesem verbirgt sich der Song Telephone, der gemeinsam mit dem dänischen DJ und Produzenten Mike Hawkins aufgenommen wurde. Die Veröffentlichung geriet ähnlich wie auch der Titel stark in den Hintergrund, da dieser sehr negativ aufgefasst wurde und musikalisch nicht überzeugen konnte. Am 3. August 2015 erschien letztlich Raveheart parallel zum offiziellen Musikvideo über „Spinnin’ Records“.
In einer weiteren Hardwell-on-Air-Folge wurde ihr Track Never Leave premiert. Der Progressive-House-Song wurde sehr schnell zu einem deutlich größeren Erfolg, als ihre vorherigen Veröffentlichungen. Wenige Stunden nach Release am 2. Oktober 2015 stand das Lied in mehreren Ländern in den Download-Charts und erreichte erstmals seit 2013 auch wieder die offiziellen Single-Charts. Zudem wurde hierzu ein Musikvideo gemeinsam mit Chris und Andre gedreht, was seit The Woozy Anthem, 2013 erstmals wieder der Fall ist.

### 2016: Genrewechsel und Debüt-Album
Anfang 2016 gab das Duo bekannt, mitten in den Arbeiten ihres Debüt-Albums zu stecken. Beim Ultra-Music-Festival 2016 präsentierten sie eine ganze Reihe an Neuproduktionen. Die erste Single 2016 war das Lied Angle gemeinsam mit Sänger Dante Leon. Diese entsprach einer Mischung aus Future- und Deep-House. Mit dem Track La La Land, der in Zusammenarbeit mit Shaun Frank und Delaney Jane entstand, verkörperten sie erstmals einige Trap-Elemente, die in der Produktion 24K an erster Stelle standen. Mit Ausnahme von Switch, einer Kollaboration mit MOTi, entfernten sie sich grundlegend vom Big-Room.
Wicked Ways und Not Going Home mit CMC$ feat. Gia Koka, Lead-Singles ihrer EP Beautiful Disaster, die am 2. Dezember 2016 erschien, stellten ihren finalen Übergang zum Future-Bass dar. Not Going Home erreichte die kanadischen und niederländischen Single-Charts.

## Mitglieder
- Chris Andre (* 1. Januar 1990 als Christopher van den Hoef)
- Alex Andre (* 18. Oktober 1991 als Alexandre van den Hoef)

## Diskografie

### Studioalben
- 2017: Blood of My Blood
- 2020: Nothing To See Here

### EPs
- 2010: Generation Party (als Dubbs)
- 2012: Initio
- 2014: We Were Young
- 2016: Beautiful Disaster
- 2017: Blood of My Blood

### Singles
- 2012: Drvgs (feat. Hayley Gene)
- 2012: We Know (mit Swanky Tunes feat. Eitro)
- 2013: Tsunami (mit Borgeous)
- 2013: Stampede (mit Borgeous vs. Dimitri Vegas & Like Mike)
- 2014: Raveology (mit Vinai)
- 2014: Immortal (mit Tony Junior)
- 2014: Tsunami (Jump) (mit Borgeous feat. Tinie Tempah)
- 2014: This Is Dirty (mit MOTi)
- 2014: Gold Skies (mit Sander van Doorn & Martin Garrix feat. Aleesia)
- 2014: We Were Young
- 2014: Deja Vu (mit Joey Dale feat. Delora)
- 2014: Pyramids (mit Dropgun feat. Sanjin)
- 2015: Voodoo (mit Jay Hardway)
- 2015: Always
- 2015: White Clouds
- 2015: Raveheart
- 2015: Telephone (mit Mike Hawkins)
- 2015: Never Leave
- 2016: Angel (feat. Dante Leon)
- 2016: La La Land (mit Shaun Frank feat. Delaney)
- 2016: Switch (mit MOTi)
- 2016: 24K
- 2016: Ur on My Mind
- 2016: Moonrock
- 2016: Wicked Ways
- 2016: Not Going Home (mit CMC$ feat. Gia Koka)
- 2017: Without U (mit Steve Aoki feat. 2 Chainz)
- 2017: You Found Me (feat. Belly)
- 2017: Parallel Lines (mit CMC$ feat. Happy Sometimes, CA: Gold)
- 2017: Cozee (feat. Cisco Adler)
- 2017: Make It Last (mit Nervo)
- 2017: Good Time (mit 24hrs)
- 2018: IDWK (mit Blackbear)
- 2018: I Love It (mit Cheat Codes)
- 2018: Listen Closely (feat. Safe)
- 2019: Somebody Like You (feat. Saro)
- 2020: Tinted Eyes (mit Blackbear & 24k Gold, CA: Platin)
- 2020: West Coast (feat. Quinn XCII, CA: Gold)
- 2021: Too Much (mit Dimitri Vegas & Like Mike, Roy Woods)
- 2021: I Don’t (mit Johnny Orlando)
- 2021: Fool for Ya
- 2023: Next To You (mit Loud Luxury & Kane Brown)

### Musikvideos
- 2013: Woozy Anthem
- 2013: Tsunami
- 2013: Stampede
- 2014: Raveology
- 2014: Immortal
- 2014: Tsunami (Jump)
- 2014: Gold Skies
- 2014: We Were Young
- 2014: Deja Vu
- 2014: Pyramids
- 2015: Voodoo
- 2015: White Clouds
- 2015: Raveheart
- 2015: Never Leave

## Auszeichnungen für Musikverkäufe
| Goldene Schallplatte - Italien - 2014: für die Single Tsunami - Neuseeland - 2015: für die Single Tsunami (Jump) - Niederlande - 2014: für die Single Tsunami - Norwegen - 2014: für die Single Tsunami Platin-Schallplatte - Australien - 2014: für die Single Tsunami (Jump) | 2× Platin-Schallplatte - Belgien - 2016: für die Single Tsunami - Dänemark - 2014: für das Streaming Tsunami - Schweden - 2016: für die Single Tsunami |

Anmerkung: Auszeichnungen in Ländern aus den Charttabellen bzw. Chartboxen sind in ebendiesen zu finden.
| Land/RegionAuszeichnungen für Musikverkäufe (Land/Region, Auszeichnungen, Verkäufe, Quellen) | Gold     | Platin       | Verkäufe | Quellen              |
| -------------------------------------------------------------------------------------------- | -------- | ------------ | -------- | -------------------- |
| Australien (ARIA)                                                                            | —        | Platin1      | 70.000   | aria.com.au          |
| Belgien (BRMA)                                                                               | —        | 2× Platin2   | 60.000   | ultratop.be          |
| Dänemark (IFPI)                                                                              | —        | 2× Platin2   | —        | ifpi.dk              |
| Italien (FIMI)                                                                               | Gold1    | —            | 15.000   | fimi.it              |
| Kanada (MC)                                                                                  | 4× Gold4 | 5× Platin5   | 560.000  | musiccanada.com      |
| Neuseeland (RMNZ)                                                                            | Gold1    | —            | 7.500    | radioscope.co.nz     |
| Niederlande (NVPI)                                                                           | Gold1    | —            | 10.000   | Einzelnachweise      |
| Norwegen (IFPI)                                                                              | Gold1    | —            | 5.000    | ifpi.no              |
| Schweden (IFPI)                                                                              | —        | 2× Platin2   | 80.000   | sverigetopplistan.se |
| Vereinigtes Königreich (BPI)                                                                 | —        | Platin1      | 600.000  | bpi.co.uk            |
| Insgesamt                                                                                    | 8× Gold8 | 13× Platin13 |          |                      |